# Lago Orestiada

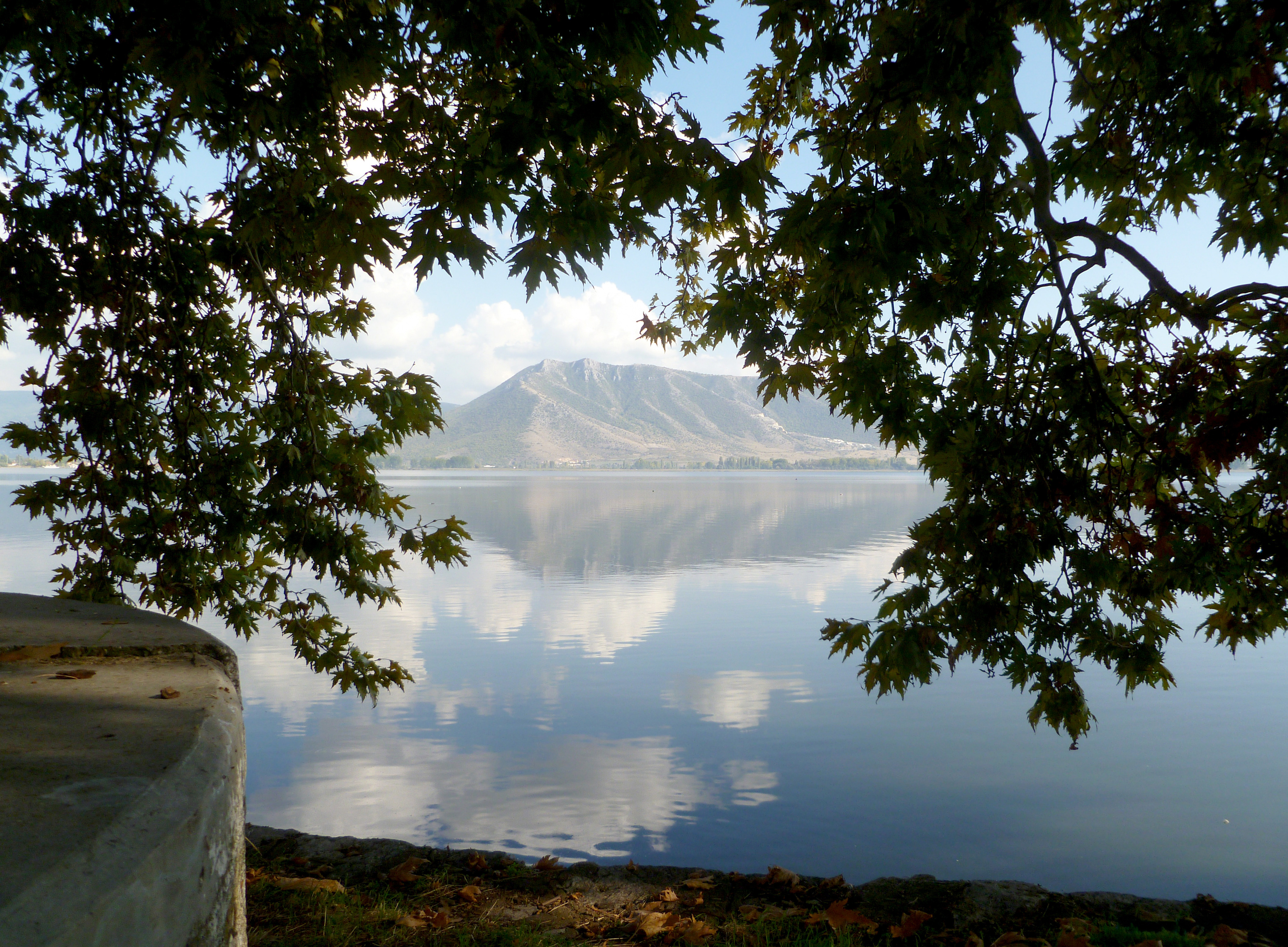

Il lago Orestiada (chiamato anche lago di Kastoria (in greco: Λίμνη Ορεστιάδα) è un lago della prefettura di Kastoria in Grecia. È posto ad un'altitudine di 630 metri e copre una estensione di 28 km2.
Nel lago è presente un'isola artificiale con il sito archeologico di Dispilio.